# Theodore McLear
Theodore McLear (n. 29 iunie 1879, Newark, New Jersey, SUA – d. aprilie 1958) a fost un luptător ce a reprezentat Statele Unite ale Americii, medaliat olimpic. A participat la o ediție a Jocurilor Olimpice (1904) în care a câștigat o medalie de argint.

## Participări
Lista de mai jos prezintă principalele competiții la care a participat Theodore McLear de-a lungul carierei.
- wrestling at the 1904 Summer Olympics – men's freestyle featherweight[*]